# Інія
Інія (Inia) — рід річкових дельфінів родини Інієві (Iniidae).

## Систематика
Алсид д'Орбіні описав рід 1834 року, коли Delphinus geoffrensis, що його описав Анрі Марі Бленвіль 1817 року, був визнаний окремим таксоном. За класифікацією 1998 року до роду Inia належить один вид Inia geoffrensis, що поділяється на три визнаних підвиди. Більшість науковців, а також організація МСОП, погодилися з такою класифікацією. 2012 року Товариство морських ссавцезнавців почало вважати болівійський підвид (Inia geoffrensis boliviensis) окремим видом Inia boliviensis. 2014 року популяцію в басейні річок Арагуая — Токантінс визнано додатковим видом Inia araguaiaensis.
- Рід Інія
  - Види Inia geoffrensis — Інія амазонська
    - Підвид I. g. geoffrensis
    - Підвид I. g. boliviensis
    - Підвид I. g. humboldtiana

Альтернативна класифікація
- Рід Інія
  - Вид Inia araguaiaensis — Інія арагуайська[5]
  - Вид Inia boliviensis — Інія болівійська
  - Вид Inia geoffrensis — Інія амазонська
    - Підвид I. g. geoffrensis
    - Підвид I. g. humboldtiana